# Oestergrenia digitata
Synapte digitée
Espèce
Oestergrenia digitata, la Synapte digitée, est une espèce d'holothuries (« concombres de mer ») de la famille des Synaptidae.

## Description
C'est une petite holothurie vermiforme, rosâtre et ponctuée de rose plus foncé. Elle vit enfoncée dans le sable, ne laissant dépasser que son extrémité antérieure, dont sa bouche entourée de courts tentacules translucides. Sa taille peut atteindre 75 à 100 mm.

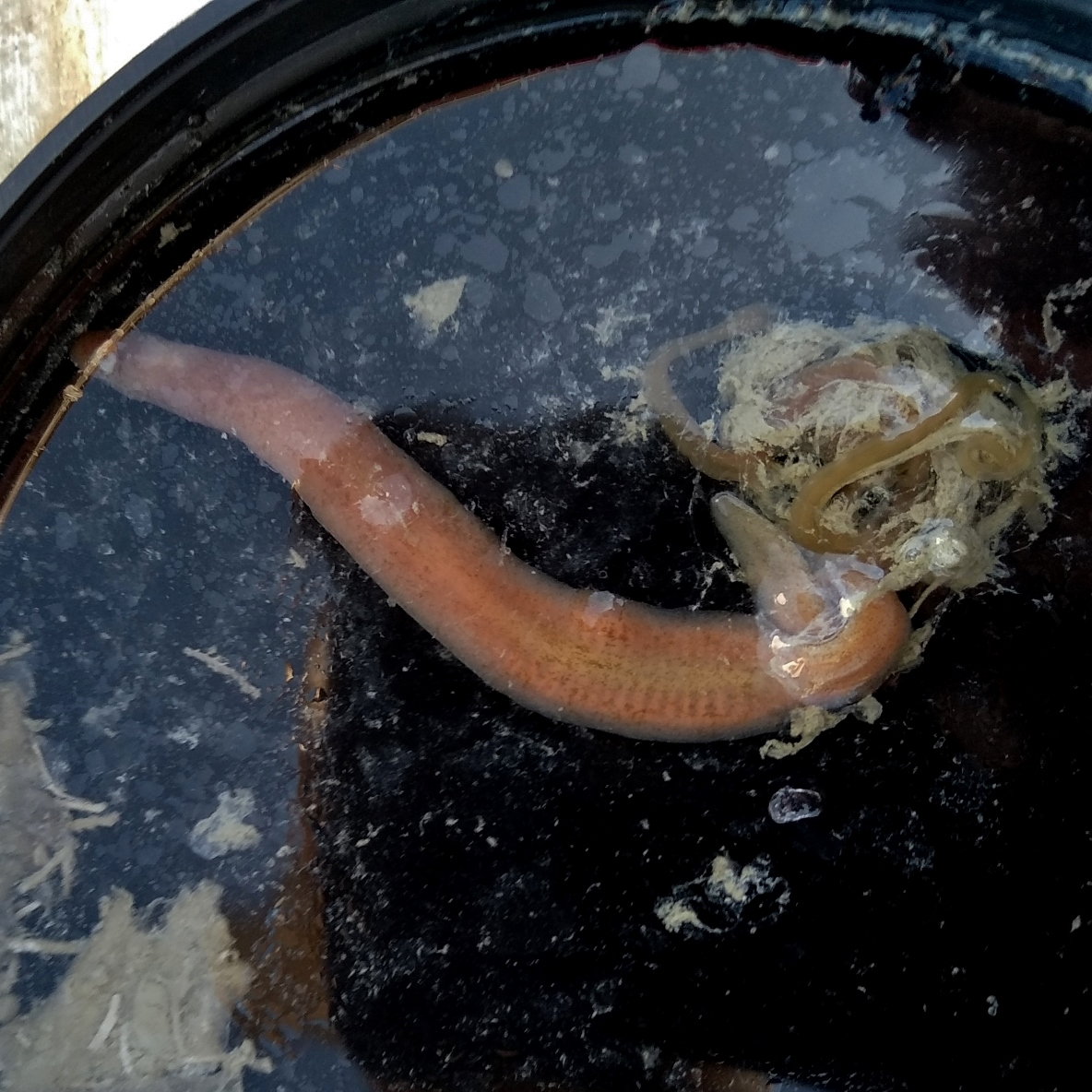
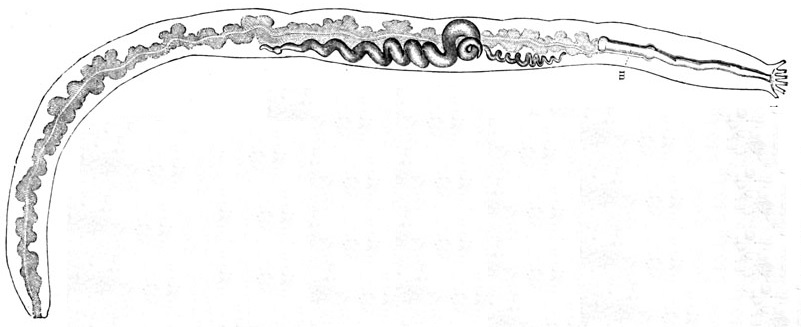

## Habitat et répartition
Cette holothurie fréquente les fonds sableux européens, de la Méditerranée à l'Atlantique nord-est.

## Systématique
Le nom valide complet (avec auteur) de ce taxon est Oestergrenia digitata (Montagu, 1815).
L'espèce a été initialement classée dans le genre Holothuria sous le protonyme Holothuria digitata Montagu, 1815,.
L'espèce est nommée en français « Synapte digitée ».

### Synonymes
Oestergrenia digitata a pour synonymes :
- Chiridota chiaii Grube, 1840
- Holothuria digitata Montagu, 1815
- Labidoplax (Oestergrenia) adriatica Heding, 1931
- Labidoplax digitata (Montagu, 1815)
- Oestergrenia adriatica (Heding, 1931)
- Synapta digitata Montagu, 1815

### Variétés
Selon le World Register of Marine Species (25 mars 2024) :
- Oestergrenia digitata var. profundicola (Kemp, 1905)

### Publication originale
- (en) George Montagu, « Descriptions of several new or rare Animals, principally marine, discovered on the South Coast of Devonshire », Transactions of the Linnean Society of London, vol. 11, no 1,‎ mai 1813, p. 1–26 (ISSN 1945-9432, 1945-9335 et 1945-9432, DOI 10.1111/J.1096-3642.1813.TB00035.X, lire en ligne).